# عبد العزيز سعود البابطين
عبد العزيز سعود البابطين (1936 - 15 ديسمبر 2023) رجل أعمال وشاعر كويتي، ورئيس مجلس أمناء مؤسسة عبد العزيز سعود البابطين الثقافية، ومجموعة البابطين للإبداع الشعري.
كان من رجال الأعمال المعروفين في الكويت وله نشاط تجاري وصناعي بارز في أوروبا، وأمريكا، والصين، والشرق الأوسط. وله استثمارات عديدة و متنوعة في عدد من الدول العربية.

## نشأته
وُلد عبد العزيز سعود البابطين عام 1936، وكان لديه منذ طفولته اهتمامٌ واسع بالثقافة والأدب والشعر العربي تأثرًا بوالده وأخيه اللذَين كان لهما أثر كبير في تعزيز حبه واهتمامه بالأدب.

## دواوين شعر
أصدر عبد العزيز البابطين 3 دواوين شعرية، هي:
- «بوح البوادي» عام 1995.
- «مسافر في القفار» عام 2004.
- «أغنيات الفيافي» عام 2017.

## مناصبه
- عضو في اللجنة الوطنية الكويتية لدعم التعليم.
- عضو رابطة الأدباء في الكويت.
- عضو مجلس أمناء المجمع الثقافي العربي في بيروت.
- عضو جمعية فاس سايس الثقافية في المغرب.
- عضو مراسل في مجمع اللغة العربية بدمشق.
- عضو مجلس أمناء مؤسسة الفكر العربي وأحد مؤسسيها.
- عضو مجلس أمناء جامعة الخليج العربي في البحرين.
- عضو مجلس أمناء كلية الآداب - جامعة الكويت.
- الرئيس الفخري لجمعية المكتبات والمعلومات الكويتية.

## الأوسمة والجوائز
حصل على العديد من الأوسمة الرفيعة ومنها:
1. «وسام الاستحقاق الثقافي» من الصنف الأول من رئيس جمهورية تونس في 18 يونيو 1996 تقديرًا لما قام به من جهد في الميدان الثقافي.
2. وسام الاستقلال من الدرجة الأولى من ملك الأردن تقديرًا لدوره المتميز في دعم وتشجيع الحركة الثقافية والشعرية في الوطن العربي في 6 فبراير 2001.
3. درع جائزة الملك فيصل العالمية.
4. جائزة الدولة التقديرية من المجلس الوطني للثقافة والفنون والآداب بدولة الكويت عام 2002.
5. وسام الأرز برتبة ضابط من رئيس لبنان 2004.
6. في 2 ديسمبر 2004 كان موضع حفاوة وتكريم عربي ويمني، حين منحته المنظمة العربية للتربية والثقافة والعلوم (الألسكو) جائزتها الذهبية «الوسام الذهبي الممتاز» أثناء انعقاد الجلسة الختامية للمؤتمر الرابع عشر لوزراء الثقافة العرب في القصر الجمهوري بصنعاء، وبحضور وزراء الثقافة العرب ووفود إعلامية عربية وأجنبية، وهو أول رجل أعمال عربي يمنح هذا الوسام.
7. في 14 يونيو 2005 قلّده الشيخ صباح الأحمد الجابر الصباح رئيس مجلس الوزراء (آنذاك) في دولة الكويت نيابة عن أمير البلاد الشيخ جابر الأحمد الجابر الصباح «وسام الكويت ذا الوشاح من الدرجة الأولى» تقديرًا لدوره في دعم ونشر الثقافة العربية في مجالات الأدب والثقافة والتعليم في العديد من الدول والمحافل الثقافية والفكرية العربية والدولية.[6]
8. جائزة رئيس جمهورية السودان التقديرية للعلوم والآداب والفنون حين تقلّد «وسام العلم والآداب والفنون الذهبي» برئاسة الجمهورية في الخرطوم بتاريخ 31 ديسمبر 2005، وهو أرفع الأوسمة التي تقدمها رئاسة الجمهورية في السودان، تقديرًا لأعماله الجليلة في ميدان التربية والتعليم والعلوم والفنون.
9. منحه فخامة الرئيس جورجو نابوليتانو رئيس إيطاليا وسامًا رفيعًا برتبة فارس، تقديرًا لجهوده في مجال الثقافة وحوار الحضارات في 9 فبراير 2009.
10. منحه ملك إسبانيا خوان كارلوس وسام الاستحقاق المدني من المرتبة العالية في 7 ديسمبر 2009، تقديرًا لجهوده الثقافية في الأندلس، والتي كان من نتائجها قرار حكومة الأندلس بتدريس اللغة العربية في مدارسها.[7]
11. حصل على «جائزة توما الأكويني للثقافة» من جامعة قرطبة في 27 يناير 2010 التي تمنحها الجامعة للشخصيات المتميزة حول العالم، تقديرًا لما قدمه من خدمات علمية للجامعة ولحضارة إقليم الأندلس.
12. قلّده الشيخ حميد بن راشد النعيمي حاكم عجمان في 24 مارس 2010 مجتمعية في مجال التعليم والثقافة والإبداع الشعري.
13. منحته جامعة سراييفو بتاريخ 21 أكتوبر 2010، وسام جامعة سراييفو الذهبي وهو ثالث شخصية يحصل على هذا الوسام، بعد مهاتير محمد رئيس وزراء ماليزيا السابق، ورجب طيب أردوغان رئيس وزراء تركيا آنذاك، تقديرًا له على جهوده في حوار الحضارات.
14. منحه إكليل ظنين رئيس جمهورية القمر المتحدة وسام الشرف برتبة «الكوماندوز من نوع الهلال الأخضر القمري» في 19 أكتوبر 2011.
15. في عام 2011 منح وسام البرلمان المالطي من رئيس البرلمان مايكل فريندو.
16. منحته كلية وولدنبرج الدولية البريطانية وسام التميز رفيع المستوى على النطاق الدولي في 28 مايو 2012.[8]
17. منحه الرئيس محمود عباس رئيس دولة فلسطين «وسام دولة فلسطين للثقافة والعلوم والفنون» (مستوى الإبداع) بتاريخ 13 مارس 2014، تقديرًا لإبداعاته الأدبية والشعرية الراقية ومبادراته التي أسهمت في إثراء الثقافة العربية، وتثمينًا لإسهاماته الخيرة في دعمه للشعب الفلسطيني ونصرة قضيته العادلة.[9]
18. منحته «مؤسسة البحر الأبيض المتوسط» بإيطاليا جائزة السلام العالمية لعام 2015، والتي حصل عليها في السنوات الماضية عدد من الشخصيات العالمية الحاصلة على جائزة نوبل في المجالات المختلفة.[10]
19. حصل على جائزة الأمير عبد الله الفيصل العالمية في موسمها الرابع عام 2022 في فرع (جائزة القصيدة المغناة) عن أغنية (لن أسلاكم) للفنانة ولاء الجندي.[11]

## شهادات الدكتوراه الفخرية
حصل على عدد من شهادات الدكتوراه الفخرية من كل من:
1. جامعة طشقند في أوزبكستان عام 1995 تقديرًا لدوره في إثراء الثقافة الإسلامية.
2. جامعة باكو في أذربيجان عام 2000 تقديرًا لجهوده في خدمة الأدب والثقافة العربية والإسلامية.
3. جامعة اليرموك الأردنية عام 2001 تقديرًا لعطائه في مجالات خدمة الأدب والثقافة والابداعات الشعرية.
4. شهادة الدكتوراه الفخرية في العلوم الإنسانية من جامعة جوي في قيرغيزستان عام 2002.
5. جامعة الجزائر 2005.
6. جامعة سيدي محمد بن عبد الله في فاس عام 2006.
7. جامعة الخرطوم عام 2007.
8. جامعة الفارابي الوطنية في جمهورية كازاخستان في 25 مايو 2009، لإسهاماته الفعالة في مجالات العلم والتعليم.
9. جامعة قرطبة في إسبانيا في 7 نوفمبر 2013 تقديرًا لجهوده العلمية والثقافية في الأندلس وجامعاتها، وهي أول شهادة فخرية تمنح لعربي مسلم من هذه الجامعة.
10. جامعة طهران في الجمهورية الإسلامية الإيرانية بتاريخ 26 مايو 2014 تقديرًا لعطاءاته الثقافية في إيران، وهو أول شخصية عربية تمنحها الجامعة هذه الشهادة.
11. جامعة الكويت في عام 2015 تقديرًا لإسهاماته المادية وجهوده الأدبية والأكاديمية لنشر الإسلام واللغة العربية في العديد من جامعات العالم والمراكز العلمية والثقافية، وهو ثالث شخصية تمنحها الجامعة هذه الدرجة.
12. جامعة يريان الحكومية بجمهورية أرمينيا عام 2023.[12]
13. وحصل على شهادة دبلوم فخرية من الاتحاد التقدمي الاجتماعي للنساء في قيرغيزستان في مجال دعم الصداقة بين الشعوب 2002.

## تكريمات أخرى
- احتفت به اثنينية الشيخ عبد المقصود خوجة في جدة بتاريخ 21 فبراير 2000.[13]
- اختاره قسم الإعلام بجامعة الكويت شخصية العام 2000م.
- احتفت به اثنينية الشيخ محمد بن صالح النعيم في الأحساء بالمملكة العربية السعودية بتاريخ 29 ديسمبر 2003.[14]
- كرّمته مجلة العربي في ندوتها السنوية في الكويت عام 2003 تقديرًا لجهوده في مجال الثقافة.
- احتفى به معرِض القاهرة الدولي السادس والثلاثون للكتاب بتاريخ 27 يناير 2004.
- احتفت به مؤسسة الحريري الخيرية والنادي الثقافي العربي في بيروت بتاريخ 21 فبراير 2004.
- كرّمه الشيخ محمد بن علي بن عيد آل خاطر باحتفالية في مدينة الجبيل بالمملكة العربية السعودية.
- كرّمته جامعة الكويت واحتفت به في أبريل 2004 في «يوم الأديب الكويتي» تقديرًا لجهوده وعطائه في المجال الثقافي والإنساني.[15]
- أقام له الكاتب الصحفي محمد رضا نصر الله احتفالية تكريمية بمدينة القطيف المملكة العربية السعودية بتاريخ 18 نوفمبر 2004.
- في 2 ديسمبر 2004 بمقر مركز الدراسات والبحوث اليمني في صنعاء مُنح درع المركز، بحضور وزير التعليم العالي اليمني (آنذاك) عبد الوهاب راوح ورئيس المركز عبد العزيز المقالح.
- منحه وزير الثقافة والسياحة اليمني (آنذاك) خالد الرويشان «تذكار صنعاء عاصمة للثقافة العربية لعام 2004».
- منحته جمعية المقاصد الخيرية الإسلامية في صيدا بجنوب لبنان درع الجمعية في 15 يونيو 2005.[16]
- كُرِّم في المؤتمر الثاني والعشرين للاتحاد الدولي للكتاب في (لاهتي) بفنلندا في 18 حتى 21 يونيو 2005، وكان ضيفَ الشرف في المؤتمر الذي أقام له أمسية شعرية وأصدر مختارات من شعره مترجمة إلى اللغتين الفنلندية والإنجليزية.
- كرَّمته جامعة الموليزي بمدينة كامبوباسو بجنوبي إيطاليا بتاريخ 28 يوليو 2005.
- كُرِّم في احتفالية ثقافية أقامها عبد الله بن عبد المحسن الماضي في الرياض بتاريخ 10 ديسمبر 2005.
- كرَّمه فؤاد السنيورة رئيس مجلس الوزراء اللبناني بحضور طارق متري وزير الثقافة في 30 يونيو 2006 تقديرًا لإهدائه عشرة آلاف كتاب لمشروع تأهيل المكتبة الوطنية اللبنانية، وللتعبير عن المحبة والاعتزاز بكل ما يقوم به في خدمة الثقافة والشعر والإبداع في الوطن العربي.
- احتُفيَ به في أمسية ثقافية بدار الأوبرا بالقاهرة بتاريخ 16 مايو 2007.
- كرَّمه اتحاد الكتاب التونسيين بتاريخ 23 يونيو 2007 تقديرًا لمكانته كأحد أبرز رموز الحركة الشعرية العربية المعاصرة ولجهوده الكبيرة في دعم حركة الشعر العربي.[17]
- كرَّمته جريدة الشرق في يناير 2008، في مهرجان المبدعين الكويتيين لعام 2007.
- كرَّمته جمعية (لسان العرب) في المؤتمر الدولي الرابع عشر للجمعية بمقر جامعة الدول العربية بالقاهرة في نوفمبر 2007.
- كرَّمته مجلة (أرابيان بيزنس) الصادرة عن مجموعة «آي تي بي» للنشر وتكنولوجيا المعلومات في 16 ديسمبر 2007 بمنحه جائزتها في مجال (المسؤولية الاجتماعية) تقديرًا لمبادراته في هذا المجال.
- منحته جامعة يزد الإيرانية مفتاحها الذهبي بتاريخ 24 ديسمبر 2007 تقديرًا لدوره في إقامة دورة لمهارات اللغة العربية وتذوق الشعر، وإقامة الدورات التدريبية في عدد من الجامعات الإيرانية.
- احتفت به اثنينية الشيخ عثمان الصالح في الرياض.
- منحته جامعة الإسكندرية درعها بتاريخ 17 أبريل 2008 تقديرًا لما قدمه لديوان العرب بعامة ولجامعة الإسكندرية بخاصة.
- منحه نادي الوشم بشقراء بالمملكة العربية السعودية عضوية الشرف الأولى عام 2008.[18]
- كرَّمه وزير الإعلام في دولة الكويت بدرع تذكارية في 15 أبريل 2009.
- كرَّمته جامعة قناة السويس بمصر لدوره الريادي في خدمة اللغة العربية والثقافة والشعر في أبريل 2009.
- كرَّمه نادي الأحساء الأدبي بتاريخ 25 نوفمبر 2009 بحضور نخبة من وجهاء المنطقة وأدبائها وشعرائها.[19]
- اختيرَ رئيسًا فخريًّا لنقابة الأطباء الكويتية في 14 فبراير 2010.[20]
- اختارته الجامعة الأمريكية في الكويت رئيسًا فخريًّا لنادي الأدب العربي فيها بتاريخ 23 فبراير 2010.
- كرَّمه الملتقى الإعلامي العربي في الكويت بمنحه جائزة الإبداع الإعلامي (جائزة التطويع الثقافي للإعلام) بتاريخ 25 أبريل 2010 برعاية الشيخ ناصر المحمد الصباح رئيس مجلس الوزراء آنذاك بدولة الكويت.
- منحته جمهورية القمر المتحدة بتاريخ 12 سبتمبر 2010 الجنسية القمرية في احتفال حضره رئيس الجمهورية أحمد عبد الله سامبي ورئيس البرلمان برهان حسان، تقديرًا لدوره في تعريب ونشر اللغة العربية في جمهورية القمر المتحدة.
- مُنح في ديسمبر 2011 الطاقية التتارستانية من زيليا فالييفا وزيرة الثقافة ونائبة رئيس الوزراء بجمهورية تتارستان.
- كرَّمه مركز روضة سدير بالسعودية بمناسبة حفل جائزة المركز السنوية في 12 مايو 2011.
- اختارته الأكاديمية العالمية للشعر ومقرها مدينة فيرونا بإيطاليا رئيسًا شرفيًّا للأكاديمية وعضوًا في المجلس الأعلى لهيئتها الإدارية في 11 يونيو 2011 خلفًا للشاعر العالمي ليبولد سينجور.
- منحته حاكمية مدينة فيرونا الميدالية الذهبية للمدينة ومواطنتها الشرفية في 11 يونيو 2011.[21]
- منحته منظمة الأغذية والزراعة العالمية (الفاو) ميداليتها التكريمية عن دوره في حماية البيئة الطبيعية في منطقة الشيّط بتاريخ 11 يونيو 2011.
- أطلق اسم عبد العزيز سعود البابطين على أطول شارع رئيسي في محافظة إمبيني بشمال جزر القمر.
- كرَّمه البرلمان الأوروبي في 20 ديسمبر 2011 في العاصمة البلجيكية بروكسل تقديرًا لدوره في تعزيز حوار الحضارات بين الشعوب بحضور النائب الأول لرئيس البرلمان جيوفاني بتلا.
- كرَّمته جمعية المكفوفين الكويتية عن دوره في خدمة الحياة الاجتماعية والثقافية في 20 ديسمبر 2011.[22]
- كرَّمته جامعة ميشيغان (آن آربر) بالولايات المتحدة الأمريكية تقديرًا لجهوده البناءة في مجال حوار الحضارات والتفاهم بين الثقافات، وذلك في احتفال كبير نظمه قسم الدراسات الشرق أوسطية لهذه المناسبة في 16 أبريل 2012.
- منحته مؤسسة «بلاد شنقيط للثقافة والتنمية» في موريتانيا «بردة الشِّعر» و«درع بلاد المليون شاعر» بتاريخ 28 أبريل 2012.
- اختارته اللجنة الأمريكية العربية لمكافحة التمييز العنصري بالولايات المتحدة الأمريكية سفيرًا للنوايا الحسنة وشخصية العام 2012 تقديرًا لمبادراته الثقافية العالمية ودعمه للفنون الإبداعية ومآثره الجليلة في مجال التعليم وقيادته المثالية في بناء جسور بين الحضارات في جميع أنحاء العالم، وأقامت له اللجنة حفلًا تكريميًا بتاريخ 22 فبراير 2013، وقد نال شهادات تقديرية بهذه المناسبة من:[23]
  - عضو الكونغرس جون دنيغل.
  - رئيس مفوضية (مقاطعة واين) جاري ورونكان.
  - ممثل ولاية ميشيغان (المنطقة الخامسة عشرة) جورج ت. داراني، وموريس. و.هود. سيناتور الولاية (المنطقة الثالثة)، وريك سنيدر حاكم الولاية، وذلك لمبادراته الثقافية والإنسانية والشعرية والتعليمية التي عادت بالنفع على الكثيرين.
  - عضو الكونغرس جون كونيرز، جونيور، عن المنطقة الثالثة عشرة بميشيغان.
  - السناتور الأمريكي كارل ليفين.
  - رئيس المكتب التنفيذي لمقاطعة واين بالولايات المتحدة الأمريكية السيد روبرت أ.فيكانو ونيابة عن مواطني مقاطعة واين.
  - عمدة مدينة ديربورن السيد جون. ب. أوريللي، جونيور، ومجلس المدينة.
  - السيناتور الأمريكي دبّي ستابينو.
- كرَّمته جامعة محمد الخامس في العاصمة المغربية الرباط، حيث أقامت له ندوة أدبية ناقشت فيها أعماله الشعرية من خلال ديوانيه «بوح البوادي» و«مسافر في القفار» وذلك يومي 30و31 مايو 2013، كما قررت الجامعة إحياء يوم 30 مايو من كل عام باسم الشاعر عبد العزيز سعود البابطين تقديرًا لجهوده في مجالات الشعر وحوار الحضارات.[24]
- احتفت به مؤسسة البيت العربي في العاصمة الإسبانية مدريد في 8 نوفمبر 2013، وقدم في الاحتفال محاضرة إضافة إلى قراءات شعرية من قصائده.
- كرمته جامعة شنقيط العصرية في موريتانيا بتاريخ 13 نوفمبر 2013 ومنحته درع الجامعة وفاء وتقديرًا لجهوده في حفظ الشعر العربي في بلاد شنقيط من خلال معاجم البابطين والأعمال الأخرى المتميزة للحفاظ على تراث أعلام الشناقطة.
- كُرِّم في الندوة الثقافية المشتركة بين مؤسسة جائزة عبد العزيز سعود البابطين للإبداع الشعري وبيت الحكمة في العراق وذلك على مسرح مكتبة البابطين المركزية للشعر العربي بتاريخ 24 نوفمبر 2013 لدوره المؤثر في خدمة الثقافة واللغة العربية.
- منحه الاتحاد العربي للمكتبات والمعلومات (أعلم) بتاريخ 26 نوفمبر 2013 في المدينة المنورة بالمملكة العربية السعودية، «جائزة الاتحاد العربي للمكتبات والمعلومات للشخصيات الداعمة للمكتبات والنشاط الثقافي للعام 2013.[25]
- كرّمته رابطة الأدباء الكويتيين بتاريخ 23 ديسمبر 2013 لجهوده الكبيرة في خدمة الثقافة والنهوض باللغة العربية عربيًّا ودوليًّا.[26]
- كرمه محافظ الفروانية الشيخ فيصل الحمود المالك الصباح بتاريخ 21 أكتوبر 2014، حيث قدّم له شجرة عائلة الصباح وذلك في حفل افتتاح دورة أبي تمام الطائي التي عقدت في مراكش بالمملكة المغربية في الفترة من 21 حتى 23 أكتوبر 2014.
- بتاريخ 2 ديسمبر 2014 تم اختياره شخصية العام الأدبية والثقافية للعام 2014 في مهرجان المبدعين السنوي بالكويت.
- بتاريخ 5 ديسمبر 2014 كرّم من أسرة البابطين في المملكة العربية السعودية بمنطقة روضة سدير بمناسبة مرور 25 سنة على تأسيس مؤسسة جائزة عبد العزيز سعود البابطين للإبداع الشعري.
- بتاريخ 27 يناير 2015 حضر وفد نقابة المحامين اللبنانية برئاسة نقيب المحامين اللبنانيين إلى الكويت وقدم درع النقابة تكريمًا له في مبنى مكتبة البابطين المركزية للشعر العربي تقديرًا لإنجازاته الثقافية.
- بتاريخ 21 مارس 2015 اختارته المنظمة العربية للتربية والثقافة والعلوم ووزارة الثقافة في جمهورية مصر العربية ومؤسسة الأهرام القاهرية ضيف الشرف في مهرجان «اليوم العربي للشعر» الذي أقيم في القاهرة يومي 21 و22 مارس 2015.
- بتاريخ 22 مارس 2015 كرّمته مجلة نصف الدنيا الصادرة عن مؤسسة الأهرام القاهرية الراعية الإعلامية لمهرجان يوم الشعر العربي الأول الذي أقيم في القاهرة يومي 21 و22 مارس 2015، حيث منحته درعها التكريمية في احتفال كبير، تقديرًا لدوره وإسهاماته في الحفاظ على الشعر العربي وإثراء الثقافة في أرجاء الوطن العربي.
- كرمته رابطة أعضاء هيئة التدريب للكليات التطبيقية بالهيئة العامة للتعليم التطبيقي والتدريب بدولة الكويت بتاريخ 28 أبريل 2015، تقديرًا لجهوده وإنجازاته في مجال دعم الثقافة والشعر والأدب وحوار الحضارات.[27]
- كرمه «منتدى الشعر» في مدينة بعقلين اللبنانية بتاريخ 2 مايو 2015 تقديرًا لدورة الثقافي وإسهاماته في مجال الشعر والأدب. وغرس المحتفون شجرة أرز تحمل اسم الشاعر عبد العزيز سعود البابطين احتفاء به.[28]
- اختارته شركة غابة الأرز الخالد بلبنان بتاريخ 2 مايو 2015 كعضو شرف.

## وفاته
تُوفي عبد العزيز سعود البابطين في صباح يوم الجمعة 2 جُمادى الآخرة 1445هـ الموافق 15 ديسمبر 2023م.

## إرثه
أنشأت مؤسسة عبد العزيز سعود البابطين الثقافية (معجم البابطين لشعراء العربية في القرن 19 و20 م)، وهو يضم معلومات عن 7927 شاعرًا و100 شاعرةٍ.